# Lijst van Formule 4-kampioenen
Dit is een lijst van Formule 4-kampioenen. Deze lijst bestaat enkel uit coureurs die kampioen zijn geworden in Formule 4-klasses die worden gehouden onder de officiële reglementen van de FIA. Een aantal van deze kampioenschappen kennen ook subkampioenen, deze coureurs zijn niet opgenomen in deze lijst.

## Huidige kampioenschappen

### Australië
| Seizoen     | Coureur       | Team          | Auto                  |
| ----------- | ------------- | ------------- | --------------------- |
| 2015        | Jordan Lloyd  | Team BRM      | Mygale-Ford M14-F4    |
| 2016        | William Brown | Team BRM      | Mygale-Ford M14-F4    |
| 2017        | Nick Rowe     | AGI Sport     | Mygale-Ford M14-F4    |
| 2018        | Jayden Ojeda  | AGI Sport     | Mygale-Ford M14-F4    |
| 2019        | Luis Leeds    | AGI Sport     | Mygale-Ford M14-F4    |
| 2020 - 2023 | niet gehouden | niet gehouden | niet gehouden         |
| 2024        | James Piszcyk | AGI Sport     | Tatuus-Abarth F4-T421 |

### Brazilië
| Seizoen | Coureur            | Team             | Auto                   |
| ------- | ------------------ | ---------------- | ---------------------- |
| 2022    | Pedro Clerot       | Full Time Sports | Tatuus-Abarth F4-T-421 |
| 2023    | Vinícius Tessaro   | Cavaleiro Sports | Tatuus-Abarth F4-T-421 |
| 2024    | Matheus Comparatto | Bassani Racing   | Tatuus-Abarth F4-T-421 |

### Centraal-Europa
| Seizoen | Coureur      | Team              | Auto                   |
| ------- | ------------ | ----------------- | ---------------------- |
| 2023    | Ethan Ischer | Jenzer Motorsport | Tatuus-Abarth F4-T-421 |
| 2024    | Oscar Wurz   | Jenzer Motorsport | Tatuus-Abarth F4-T-421 |

### China
| Seizoen | Coureur          | Team                                      | Auto                |
| ------- | ---------------- | ----------------------------------------- | ------------------- |
| 2015-16 | Julio Acosta     | Champ Motorsport                          | Mygale-Geely M14-F4 |
| 2016    | Bruno Carneiro   | Utah Motorsports Campus                   | Mygale-Geely M14-F4 |
| 2017    | Leong Hon Chio   | BlackArts Racing Team                     | Mygale-Geely M14-F4 |
| 2018    | Jordan Dempsey   | Pinnacle Motorsport                       | Mygale-Geely M14-F4 |
| 2019    | Conrad Clark     | BlackArts Racing Team                     | Mygale-Geely M14-F4 |
| 2020    | He Zijian        | Smart Life Racing Team                    | Mygale-Geely M14-F4 |
| 2021    | Wing Chung Chang | Chengdu Tianfu International Circuit Team | Mygale-Geely M14-F4 |
| 2022    | Gerrard Xie      | Smart Life Racing Team                    | Mygale-Geely M14-F4 |
| 2023    | Tiago Rodrigues  | Champ Motorsport                          | Mygale-Geely M14-F4 |
| 2024    | Oscar Pedersen   | Venom Motorsport                          | Mygale-Geely M21-F4 |

### Denemarken
| Seizoen | Coureur                 | Team                | Auto                  |
| ------- | ----------------------- | ------------------- | --------------------- |
| 2017    | Daniel Lundgaard        | Lundgaard Racing    | Mygale-Renault M14-F4 |
| 2018    | Casper-Tobias Hansen    | FSP                 | Mygale-Renault M14-F4 |
| 2019    | Malthe Jakobsen         | FSP                 | Mygale-Renault M14-F4 |
| 2020    | Conrad Laursen          | FSP                 | Mygale-Renault M14-F4 |
| 2021    | Mads Hoe                | Mads Hoe Motorsport | Mygale-Ford F5        |
| 2022    | Julius Dinesen          | STEP Motorsport     | Mygale-Renault M14-F4 |
| 2023    | Mikkel Pedersen         | BAR                 | Mygale-Renault M14-F4 |
| 2024    | Mathias Bjerre Jakobsen | STEP Motorsport     | Mygale-Renault M14-F4 |

### Euro 4
| Seizoen | Coureur       | Team         | Auto                   |
| ------- | ------------- | ------------ | ---------------------- |
| 2023    | Ugo Ugochukwu | Prema Racing | Tatuus-Abarth F4 T-421 |
| 2024    | Akshay Bohra  | US Racing    | Tatuus-Abarth F4 T-421 |

### F1 Academy
| Seizoen | Coureur      | Team             | Auto                   |
| ------- | ------------ | ---------------- | ---------------------- |
| 2023    | Marta García | Prema Racing     | Tatuus-Abarth F4 T-421 |
| 2024    | Abbi Pulling | Rodin Motorsport | Tatuus-Abarth F4 T-421 |

### Formula Winter Series
| Seizoen | Coureur         | Team          | Auto                   |
| ------- | --------------- | ------------- | ---------------------- |
| 2023    | Kacper Sztuka   | US Racing     | Tatuus-Abarth F4-T-421 |
| 2024    | Griffin Peebles | MP Motorsport | Tatuus-Abarth F4-T-421 |
| 2025    | Gabriel Gomez   | US Racing     | Tatuus-Abarth F4-T-421 |

### Frankrijk
| Seizoen | Coureur           | Team | Auto                  |
| ------- | ----------------- | ---- | --------------------- |
| 2018    | Caio Collet       | FFSA | Mygale-Renault M14-F4 |
| 2019    | Hadrien David     | FFSA | Mygale-Renault M14-F4 |
| 2020    | Ayumu Iwasa       | FFSA | Mygale-Renault M14-F4 |
| 2021    | Esteban Masson    | FFSA | Mygale-Ford F5        |
| 2022    | Alessandro Giusti | FFSA | Mygale-Renault M21-F4 |
| 2023    | Evan Giltaire     | FFSA | Mygale-Renault M21-F4 |
| 2024    | Taito Kato        | FFSA | Mygale-Renault M21-F4 |

### Groot-Brittannië
| Seizoen | Coureur           | Team               | Auto                   |
| ------- | ----------------- | ------------------ | ---------------------- |
| 2015    | Lando Norris      | Carlin Motorsport  | Mygale-Ford M14-F4     |
| 2016    | Max Fewtrell      | Carlin Motorsport  | Mygale-Ford M14-F4     |
| 2017    | Jamie Caroline    | Carlin Motorsport  | Mygale-Ford M14-F4     |
| 2018    | Kiern Jewiss      | Double R Racing    | Mygale-Ford M14-F4     |
| 2019    | Zane Maloney      | Carlin Motorsport  | Mygale-Ford M14-F4     |
| 2020    | Luke Browning     | Fortec Motorsports | Mygale-Ford M14-F4     |
| 2021    | Matthew Rees      | JHR Developments   | Mygale-Ford M14-F4     |
| 2022    | Alex Dunne        | Hitech Grand Prix  | Tatuus-Abarth F4 T-421 |
| 2023    | Louis Sharp       | Rodin Carlin       | Tatuus-Abarth F4 T-421 |
| 2024    | Deagen Fairclough | Hitech Pulse-Eight | Tatuus-Abarth F4 T-421 |

### India
| Seizoen | Coureur        | Team                 | Auto                 |
| ------- | -------------- | -------------------- | -------------------- |
| 2023    | Cooper Webster | Chennai Turbo Riders | Mygale-Alpine M21-F4 |
| 2024    | Aqil Alibhai   | Hyderabad Blackbirds | Mygale-Alpine M21-F4 |

### Italië
| Seizoen | Coureur               | Team                  | Auto                   |
| ------- | --------------------- | --------------------- | ---------------------- |
| 2014    | Lance Stroll          | Prema Powerteam       | Tatuus-Abarth F4-T014  |
| 2015    | Ralf Aron             | Prema Powerteam       | Tatuus-Abarth F4-T014  |
| 2016    | Marcos Siebert        | Jenzer Motorsport     | Tatuus-Abarth F4-T014  |
| 2017    | Marcus Armstrong      | Prema Powerteam       | Tatuus-Abarth F4-T014  |
| 2018    | Enzo Fittipaldi       | Prema Theodore Racing | Tatuus-Abarth F4-T014  |
| 2019    | Dennis Hauger         | Van Amersfoort Racing | Tatuus-Abarth F4-T014  |
| 2020    | Gabriele Minì         | Prema Powerteam       | Tatuus-Abarth F4-T014  |
| 2021    | Oliver Bearman        | Van Amersfoort Racing | Tatuus-Abarth F4-T014  |
| 2022    | Andrea Kimi Antonelli | Prema Racing          | Tatuus-Abarth F4 T-421 |
| 2023    | Kacper Sztuka         | US Racing             | Tatuus-Abarth F4 T-421 |
| 2024    | Freddie Slater        | Prema Racing          | Tatuus-Abarth F4 T-421 |

### Japan
| Seizoen | Coureur          | Team                        | Auto                             |
| ------- | ---------------- | --------------------------- | -------------------------------- |
| 2015    | Sho Tsuboi       | TOM'S Spirit                | Dome-TOM'S F110                  |
| 2016    | Ritomo Miyata    | TOM'S Spirit                | Dome-TOM'S F110                  |
| 2017    | Ritomo Miyata    | TOM'S Spirit                | Dome-TOM'S F110                  |
| 2018    | Yuki Tsunoda     | Honda Formula Dream Project | Dome-TOM'S F110                  |
| 2019    | Ren Sato         | Honda Formula Dream Project | Dome-TOM'S F110                  |
| 2020    | Hibiki Taira     | TGR-DC Racing School        | Dome-TOM'S F110                  |
| 2021    | Seita Nonaka     | TGR-DC Racing School        | Dome-TOM'S F110                  |
| 2022    | Syun Koide       | Honda Formula Dream Project | Dome-TOM'S F110                  |
| 2023    | Rikuto Kobayashi | TGR-DC Racing School        | Dome-TOM'S F110                  |
| 2024    | Yuto Nomura      | HFDP with B-Max Racing Team | Toray Carbon Magic-TOM'S MCSC-24 |

### Noord- en Centraal-Amerika
| Seizoen | Coureur               | Team                | Auto                   |
| ------- | --------------------- | ------------------- | ---------------------- |
| 2015-16 | Axel Matus            | Ram Racing          | Mygale-Ford M14-F4     |
| 2016-17 | Calvin Ming           | Ram Racing          | Mygale-Ford M14-F4     |
| 2017-18 | Moisés de la Vara     | Scuderia Martiga EG | Mygale-Ford M14-F4     |
| 2018-19 | Manuel Sulaimán       | Ram Racing          | Mygale-Ford M14-F4     |
| 2019-20 | Noel León             | Ram Racing          | Mygale-Ford M14-F4     |
| 2021    | niet gehouden         | niet gehouden       | niet gehouden          |
| 2022    | Juan Felipe Pedraza   | Ram Racing          | Mygale-Ford M14-F4     |
| 2023    | Pedro Juan Moreno     | Ram Racing          | Mygale-Ford M14-F4     |
| 2024    | José Carlos Hernández | Alessandros Racing  | Tatuus-Abarth F4 T-421 |

### Saoedi-Arabië
| Seizoen | Coureur           | Team                  | Auto                   |
| ------- | ----------------- | --------------------- | ---------------------- |
| 2024    | Federico Al Rifai | Altawkilat Meritus.GP | Tatuus-Abarth F4 T-421 |

### Spanje
| Seizoen | Coureur             | Team                 | Auto                   |
| ------- | ------------------- | -------------------- | ---------------------- |
| 2016    | Richard Verschoor   | MP Motorsport        | Tatuus-Abarth F4-T014  |
| 2017    | Christian Lundgaard | MP Motorsport        | Tatuus-Abarth F4-T014  |
| 2018    | Amaury Cordeel      | MP Motorsport        | Tatuus-Abarth F4-T014  |
| 2019    | Franco Colapinto    | Drivex School        | Tatuus-Abarth F4-T014  |
| 2020    | Kas Haverkort       | MP Motorsport        | Tatuus-Abarth F4-T014  |
| 2021    | Dilano van 't Hoff  | MP Motorsport        | Tatuus-Abarth F4-T014  |
| 2022    | Nikola Tsolov       | Campos Racing        | Tatuus-Abarth F4 T-421 |
| 2023    | Théophile Naël      | Saintéloc Racing     | Tatuus-Abarth F4 T-421 |
| 2024    | Mattia Colnaghi     | KCL by MP Motorsport | Tatuus-Abarth F4 T-421 |

### Spanje (winter)
| Seizoen | Coureur         | Team                   | Auto                   |
| ------- | --------------- | ---------------------- | ---------------------- |
| 2025    | Thomas Strauven | Griffin Core by Campos | Tatuus-Abarth F4-T-421 |

### Verenigde Arabische Emiraten
| Seizoen | Coureur           | Team                          | Auto                   |
| ------- | ----------------- | ----------------------------- | ---------------------- |
| 2016-17 | Jonathan Aberdein | Team Motopark                 | Tatuus-Abarth F4-T014  |
| 2017-18 | Charles Weerts    | Dragon Motopark F4            | Tatuus-Abarth F4-T014  |
| 2019    | Matteo Nannini    | Xcel Motorsport               | Tatuus-Abarth F4-T014  |
| 2020    | Francesco Pizzi   | Xcel Motorsport               | Tatuus-Abarth F4-T014  |
| 2021    | Enzo Trulli       | Cram Durango                  | Tatuus-Abarth F4-T014  |
| 2022    | Charlie Wurz      | Prema Racing                  | Tatuus-Abarth F4 T-421 |
| 2023    | James Wharton     | Mumbai Falcons Racing Limited | Tatuus-Abarth F4 T-421 |
| 2024    | Freddie Slater    | Mumbai Falcons Racing Limited | Tatuus-Abarth F4 T-421 |
| 2025    | Emanuele Olivieri | R-ace GP                      | Tatuus-Abarth F4 T-421 |

### Verenigde Arabische Emiraten (Trophy)
| Seizoen | Coureur       | Team     | Auto                   |
| ------- | ------------- | -------- | ---------------------- |
| 2024    | Kai Daryanani | Evans GP | Tatuus-Abarth F4 T-421 |

### Verenigde Staten
| Seizoen | Coureur            | Team                          | Auto                 |
| ------- | ------------------ | ----------------------------- | -------------------- |
| 2016    | Cameron Das        | JDX Racing                    | Crawford-Honda F4-16 |
| 2017    | Kyle Kirkwood      | Cape Motorsports              | Crawford-Honda F4-16 |
| 2018    | Dakota Dickerson   | Cape Motorsports              | Crawford-Honda F4-16 |
| 2019    | Joshua Car         | Crosslink/Kiwi Motorsport     | Crawford-Honda F4-16 |
| 2020    | Hunter Yeany       | Velocity Racing Development   | Crawford-Honda F4-16 |
| 2021    | Noel León          | DEForce Racing                | Crawford-Honda F4-16 |
| 2022    | Lochie Hughes      | Jay Howard Driver Development | Crawford-Honda F4-16 |
| 2023    | Patrick Woods-Toth | Crosslink/Kiwi Motorsport     | Crawford-Honda F4-16 |
| 2024    | Daniel Quimby      | Crosslink Kiwi Motorsport     | Crawford-Honda F4-16 |

### Zuidoost-Azië
| Seizoen     | Coureur             | Team               | Auto                   |
| ----------- | ------------------- | ------------------ | ---------------------- |
| 2016-17     | Presley Martono     | Meritus Grand Prix | Mygale-Renault M14-F4  |
| 2017-18     | Zhuo Cao            | Meritus Grand Prix | Mygale-Renault M14-F4  |
| 2018        | Alessandro Ghiretti | Meritus Grand Prix | Mygale-Renault M14-F4  |
| 2019        | Lucca Allen         | Meritus Grand Prix | Mygale-Renault M14-F4  |
| 2020 - 2022 | niet gehouden       | niet gehouden      | niet gehouden          |
| 2023        | Jack Beeton         | AGI Sport          | Tatuus-Abarth F4 T-421 |

## Voormalige kampioenschappen

### Argentinië
| Seizoen | Coureur          | Team   | Auto                |
| ------- | ---------------- | ------ | ------------------- |
| 2021    | Federico Hermida | n.v.t. | Mygale-Geely M14-F4 |

### Duitsland
| Seizoen | Coureur               | Team                  | Auto                   |
| ------- | --------------------- | --------------------- | ---------------------- |
| 2015    | Marvin Dienst         | HTP Motorsport        | Tatuus-Abarth F4-T014  |
| 2016    | Joey Mawson           | Van Amersfoort Racing | Tatuus-Abarth F4-T014  |
| 2017    | Jüri Vips             | Prema Powerteam       | Tatuus-Abarth F4-T014  |
| 2018    | Lirim Zendeli         | US Racing-CHRS        | Tatuus-Abarth F4-T014  |
| 2019    | Théo Pourchaire       | US Racing-CHRS        | Tatuus-Abarth F4-T014  |
| 2020    | Jonny Edgar           | Van Amersfoort Racing | Tatuus-Abarth F4-T014  |
| 2021    | Oliver Bearman        | Van Amersfoort Racing | Tatuus-Abarth F4-T014  |
| 2022    | Andrea Kimi Antonelli | Prema Racing          | Tatuus-Abarth F4 T-421 |

### Noord-Europa (2015-18) en Rusland (2019)
| Seizoen | Coureur             | Team                         | Auto                  |
| ------- | ------------------- | ---------------------------- | --------------------- |
| 2015    | Niko Kari           | Koiranen GP                  | Tatuus-Abarth F4-T014 |
| 2016    | Richard Verschoor   | MP Motorsport                | Tatuus-Abarth F4-T014 |
| 2017    | Christian Lundgaard | MP Motorsport                | Tatuus-Abarth F4-T014 |
| 2018    | Konsta Lappalainen  | Kart in Club Driving Academy | Tatuus-Abarth F4-T014 |
| 2019    | Pavel Bulantsev     | SMP Racing                   | Tatuus-Abarth F4-T014 |